# محمد عطية (لاعب كرة قدم مواليد 1950)
محمد عطية (بالإنجليزية: Mohammad Attiah)‏ هو لاعب كرة قدم غاني في مركز الهجوم، ولد في 15 فبراير 1950 في أكرا في غانا. لعب مع دالاس تورنايدو.